# Albert Johnson (criminale)
Albert Johnson (1890 (?) – Eagle River, 17 febbraio 1932) è stato un criminale canadese, noto anche come Mad Trapper of Rat River (Il Cacciatore Pazzo del fiume Rat), fu un criminale, fuggitivo, le cui azioni scatenarono un'estesa caccia all'uomo nei Territori del Nord-Ovest e nello Yukon, nel nord del Canada. Il criminale riuscì ad eludere le squadre della Royal Canadian Mounted Police (RCMP) inviate per catturarlo, cattura che si è conclusa dopo un inseguimento di 240 km, durato per oltre un mese, con una sparatoria finale durante la quale Johnson venne ferito a morte nei pressi del fiume Eagle nello Yukon. Si sospetta che Albert Johnson sia stato uno pseudonimo e che la sua vera identità rimase per sempre sconosciuta.

## Attacco alla polizia
Albert Johnson giunse a Fort McPherson dopo esser arrivato da Peel River il 9 luglio 1931. Fu interrogato dall'agente della RCMP, Edgar Millen, ma Johnson gli fornì poche informazioni. L'agente Millen dedusse che il criminale parlava un inglese con accento scandinavo, si manteneva generalmente ben rasato e sembrava possedere molto denaro contante per i rifornimenti. Dopo essersi avventurato per i corsi d'acqua su una zattera indigena sul delta del fiume canadese del Mackenzie, Johnson costruì una piccola cabina di 2,4 m × 3 m sulle rive del fiume Rat. Non possedeva una licenza di caccia, il che era considerato strano per chiunque vivesse nella boscaglia. A quel tempo molte aree di cattura tradizionali del Nord dei nativi americani venivano invase da stranieri in fuga dalla Grande depressione.
A dicembre, uno dei cacciatori indigeni si lamentò presso il distaccamento RCMP locale di Aklavik, segnalando che qualcuno stava manomettendo le sue trappole appendendole sugli alberi e indicando infine Johnson come probabile colpevole. Il 26 dicembre 1931, l'agente Alfred King e l'agente speciale Joe Bernard, dotati entrambi di notevole esperienza di territori del nord, viaggiarono per 97 km al fine di raggiungere la cabina di Johnson per formulargli le accuse. Vedendo il fumo proveniente dal camino, si avvicinarono alla capanna, ma Johnson si rifiutò di parlare con loro. Nel frattempo, King, uno degli agenti, sbirciò nella finestra della cabina, ma Johnson vi mise un sacco sopra, per cui i due agenti alla fine decisero di tornare ad Aklavik per ottenere un mandato di cattura.

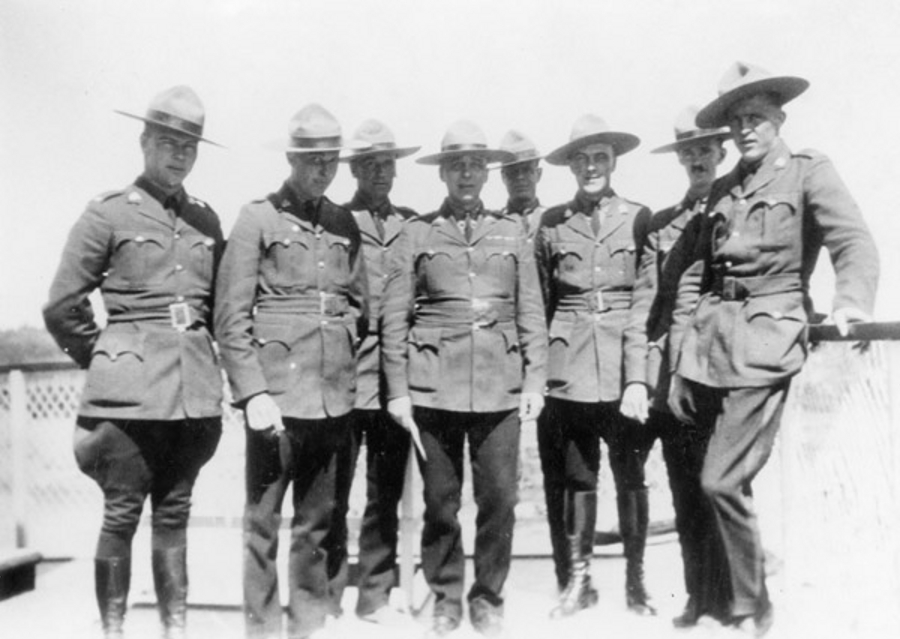
Alcuni membri della Royal Canadian Mounted Police sono coinvolti nella caccia di Albert Johnson.

Cinque giorni dopo King e Bernard tornarono con altri due uomini. Johnson si rifiutò di nuovo di parlare e alla fine King decise di imporre il mandato e forzare la porta. Non appena iniziò, Johnson sparò attraverso la porta di legno. Scoppiò un breve scontro a fuoco durante il quale l'agente King rimase ferito, per cui la squadra fu costretta a riportarlo ad Aklavik dove alla fine si riprese.

## Caccia all'uomo
Per stanare l'uomo fu quindi formato un posse composta da nove uomini, 42 cani e 9,1 kg di dinamite da utilizzare per far esplodere la cabina di Johnson. Dopo averla circondata, scongelarono la dinamite posta all'interno dei loro cappotti, costruendo una singola carica e lanciandola nella cabina. Dopo che l'esplosione la fece crollare, gli uomini cercarono di precipitarsi dentro. Johnson a quel punto aprì il fuoco da sotto le rovine. Nessuno venne colpito, ma, dopo uno stallo di 15 ore terminato verso le 4 del mattino a −40 °C, il gruppo si ritirò ad Aklavik al fine di ottenere ulteriore assistenza.

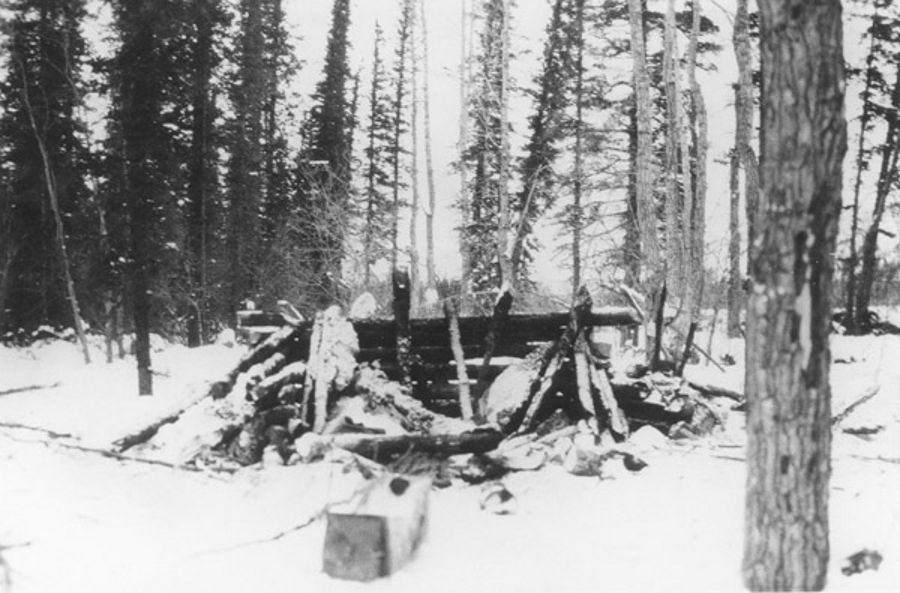
Albert Johnson ha continuato a combattere da un buco nelle rovine della sua cabina sul fiume Rat dopo che la Royal Canadian Mounted Police ha assediato e distrutto con la dinamite.

A questo punto, la notizia si diffuse via radio in tutto il Canada. Dopo che la caccia all'uomo venne ritardata a causa di una tempesta di neve, il gruppo rinforzato ritornò alla cabina il 14 gennaio 1932. Nel frattempo Johnson aveva lasciato la baracca, e probabilmente era ferito. Lo raggiunsero il 30 gennaio 1932, circondandolo in un boschetto. Nel successivo scontro a fuoco, Johnson sparò al poliziotto Edgar Millen al cuore, uccidendolo. A Millen in seguito venne dedicato un affluente del fiume Rat, il Millen Creek. Un memoriale si trova nella zona. Ancora una volta il gruppo, seppur rinforzato, si ritirò, ma continuò a crescere arruolando nativi locali, Inuit e Gwich'in, uomini in grado di spostarsi più agevolmente nella zona. Johnson aveva chiaramente deciso di partire per lo Yukon, ma l'RCMP bloccò gli unici due passaggi situati sulle Montagne Richardson. Ma ciò non fermò Johnson, che scalò un picco alto 2.100 m scomparendo nuovamente.
Spiazzato dall'astuzia di Johnson, l'RCMP ingaggiò l'aviatore Wilfrid "Wop" May della Canadian Airways, un reduce della Grande Guerra. L'aviatore giunse, il 5 febbraio 1932, sul luogo con un monoplano Bellanca CH-300. Attraverso un volo di ricognizione, May scoprì che Johnson aveva attraversato le Montagne Richardson, quando vide le sue tracce sul lato più lontano della sua vista. Il 14 febbraio 1932, May scoprì la tattica del fuggitivo: Johnson camminava sopra le tracce di un caribù nel mezzo del fiume. Con questa strategia aveva nascosto le sue impronte, strategia che gli consentì di spostarsi rapidamente sulla neve compatta senza dover usare le racchette da neve. Il criminale lasciò la pista solo di notte per accamparsi sulla riva del fiume, la stessa individuata da May. Il reduce trasmise le sue scoperte all'RCMP che diede inizio alla caccia sul fiume, che si concluse il 17 febbraio 1932 con una sparatoria, nella quale Johnson venne ucciso da un colpo angolato che lo trapassò da sinistra attraverso la cintura pelvica recidendogli arterie, tessuti ed intestini. I poliziotti dichiararono che il cacciatore aveva percorso ben 137 km a piedi in 33 giorni, a partire dalla sua iniziale fuga dopo l'esplosione della baracca, per di più in sede autoptica molti anni dopo si scoprì anche che la sua spina dorsale era storta ed aveva una gamba più corta dell'altra. Nelle tasche del giaccone dell'uomo vennero trovati un totale di 2.000 dollari, insieme ad alcuni gioielli, una bussola, un rasoio, un coltello, degli ami da pesca, uno scoiattolo e un uccello morti, delle caramelle e dei denti d'oro. In tutta la fuga, Johnson non disse una parola...gli agenti sentirono la sua voce solo nel momento in cui rise di gusto dopo aver ucciso l'agente Millen.

## Identità
L'RCMP pubblicò una serie di fotografie inviandole sia per tutto il Canada che negli Stati Uniti, nel tentativo, senza successo, di apprendere la sua vera identità, che non venne mai stabilita in modo definitivo. 
Negli anni '30, l'inchiesta iniziale sull'identità di Albert Johnson si concentrò principalmente su un oscuro individuo di nome Arthur Nelson. I dettagli della vita di Nelson furono registrati dal ricercatore e autore del libro, "Yukon", Richard North. Apparentemente Nelson viaggiò da Dease Lake nella Columbia britannica fino allo Yukon tra il 1927 ed il 1931. Possedeva pistole simili, una Savage Model 99, un .30-30 Winchester ad azionamento a leva e un .22 Long Rifle, esattamente come Albert Johnson. Nelson venne anche ricordato dagli anziani nativi Kaska Dena con il soprannome, "Art John Sr.", mentre altri lo conoscevano con lo pseudonimo di "Mickey Nelson" quando cacciava e tenatava di esplorare lo Yukon centro-occidentale nella zona del fiume Ross. Dick North descrisse nel suo libro, pubblicato nel 1989 dal titolo "Trackdown", una teoria secondo la quale Albert Johnson, Arthur Nelson e John Johnson del Dakota del nord fossero la stessa persona. Tale John Johnston scontò la sua pena, sia nel Carcere di San Quintino, che nel Carcere di Folsom e la sua descrizione fisica fu ben documentata. "Johnny Johnson" nacque nel 1898 con il nome Johan Konrad Jonsen a Bardu, nella contea di Troms nella Norvegia settentrionale, a nord del Circolo polare artico.  Secondo altri era tale Sigvald Hasskiold.
Nel 2007, durante un programma televisivo di Discovery Channel, venne effettuato il test del DNA sui suoi resti, ma i risultati esclusero le teorie secondo le quali Albert Johnson fosse Arthur Nelson, Konrad Jonsen o Sigvald Hasskiold.